# Thomas Bragg
Thomas Bragg (Warrenton (North Carolina), 9 november 1810 - Raleigh (North Carolina), 21 januari 1872) was een Amerikaans politicus uit de staat North Carolina.

## Biografie

### Achtergrond en opleiding
Thomas Bragg was de zoon van meester timmerman en bouwondernemer Thomas Braxton Bragg en Margaret Crossland. Zijn oudere broer was Braxton Bragg (1817-1876), een generaal in het leger van de Geconfedereerde Staten van Amerika. Zijn voorouders kwamen uit Engeland en vestigden zich in de 16e eeuw in de kolonie Virginia.
Thomas Bragg bezocht de Warrenton Academy en de Captain Partridge's Military Academy in Middletown (Connecticut). In 1833 werd hij als advocaat toegelaten tot de balie van Jackson (North Carolina). In 1837 trouwde hij met Isabelle M. Cuthbert.

### Politieke carrière
Thomas Bragg was van 1842 tot 1844 lid van het Huis van Afgevaardigden van North Carolina voor de Democratische Partij. In 1845 werd hij officier van justitie in Northampton County.

### Gouverneur van North Carolina
De conservatieve Thomas Bragg was van 1 januari 1855 tot 1 januari 1859 gouverneur van North Carolina. In die functie toonde hij zich een behartiger van de Zuidelijke belangen en was toen al sceptisch over het voortbestaan van de Verenigde Staten van Amerika. In zijn ogen werd Washington gedomineerd door Noordelijke centralisten die weinig ophadden met de Zuidelijke staten. Als gouverneur verbeterde hij de infrastructuur van zijn staat en zette hij zich in voor de agrarische sector van North Carolina.
Van 1859 tot het uitbreken van de Amerikaanse Burgeroorlog in 1861 was hij lid van de Amerikaanse Senaat.

### Amerikaanse Burgeroorlog
Zijn pro-Geconfedereerde opstelling leidde er in 1861 toe dat hij als senator werd ontslagen. Hij vestigde zich daarop in North Carolina, een van de staten die zich van de Verenigde Staten had afgescheiden en zich bij de Geconfedereerde Staten van Amerika (CSA) had aangesloten. Op 21 november 1861 benoemde president Jefferson Davis hem tot minister van Justitie (Attorney General) van de CSA. In die functie zette hij zich in voor de oprichting van een Hooggerechtshof en reorganiseerde hij zijn ministerie. Hij gold als een vertrouweling van president Davis.
Op 18 maart 1862 legde hij zijn functie neer en keerde naar North Carolina terug waar hij namens de federale regering de steeds sterker wordende vredesbeweging in zijn thuisstaat een halt probeerde toe te roepen. Daarnaast bemiddelde hij tussen president Davis en gouverneur Zebulon Vance van North Carolina, die zich ergerde aan de in zijn ogen te sterke positie van de federale regering in Richmond.
Na de burgeroorlog zette Bragg zijn advocatenpraktijk in Raleigh voort. In 1870 was hij aanklager tijdens de impeachmentprocedure tegen de Republikeinse gouverneur William Woods Holden, die na de verkiezingsoverwinning van de democraten eerder dat jaar was gestart.
Thomas Bragg overleed op 61-jarige leeftijd. Hij werd begraven op Oakwood Cemetery.